# Állatfejdísz
Állatfejdísz (hieroglif formája ? K'INICH-E:B-?) 3. századi maja uralkodó, Tikal egyik ura.
A neve tartalmazza az Ehb, vagyis „létra/lépés“ komponenst, ami arra utal, hogy uralkodóként fiát, I. Sihyaj Chan K’awiilt előzte meg a trónon. A 26. sztélé alapján lánya lehetett Unen B’ahlam (uralkodott 317 körül), akinek ekkor elődje volt testvére, I. Sihjay Chan K’awiil, ami az öröklési sorrendtől való egyértelmű eltérést jelentett volna. Unen B’ahlam ez alapján Tikal első uralkodónője lehetett.
Egy El Encanto területén talált sztélén jegyezték fel nevét. Innen ismert az is, hogy felesége Koponya úrnő volt.